# Шыхалыагалы
Шыхалыагалы (азерб. Şıxalıağalı), ранее в советских русскоязычных источниках — Шыхалиагалы — село в Шукюрбейлинском сельском административно-территориальном округе Джебраильского района Азербайджана, расположенное на равнине, в 12 км к юго-востоку от города Джебраил.

## Топонимика
Согласно «Энциклопедическому словарю топонимов Азербайджана», название села связано именем Шыхали-аги, который был главой семей, основавших село.

## История
Село было основано в начале XIX века, когда карабахский хан Мехти-кули переселил сюда семьи из Зангезура, в особенности из села Агалы нынешнего Зангеланского района. Главой этих семей был Шыхали-ага. Помимо поколения шыхалиагалы, в селе также проживали поколения алыярлы, абильгасымлы и гасаналыбейли.
В годы Российской империи село Шихали-агалу входило в состав Джебраильского уезда Елизаветпольской губернии.

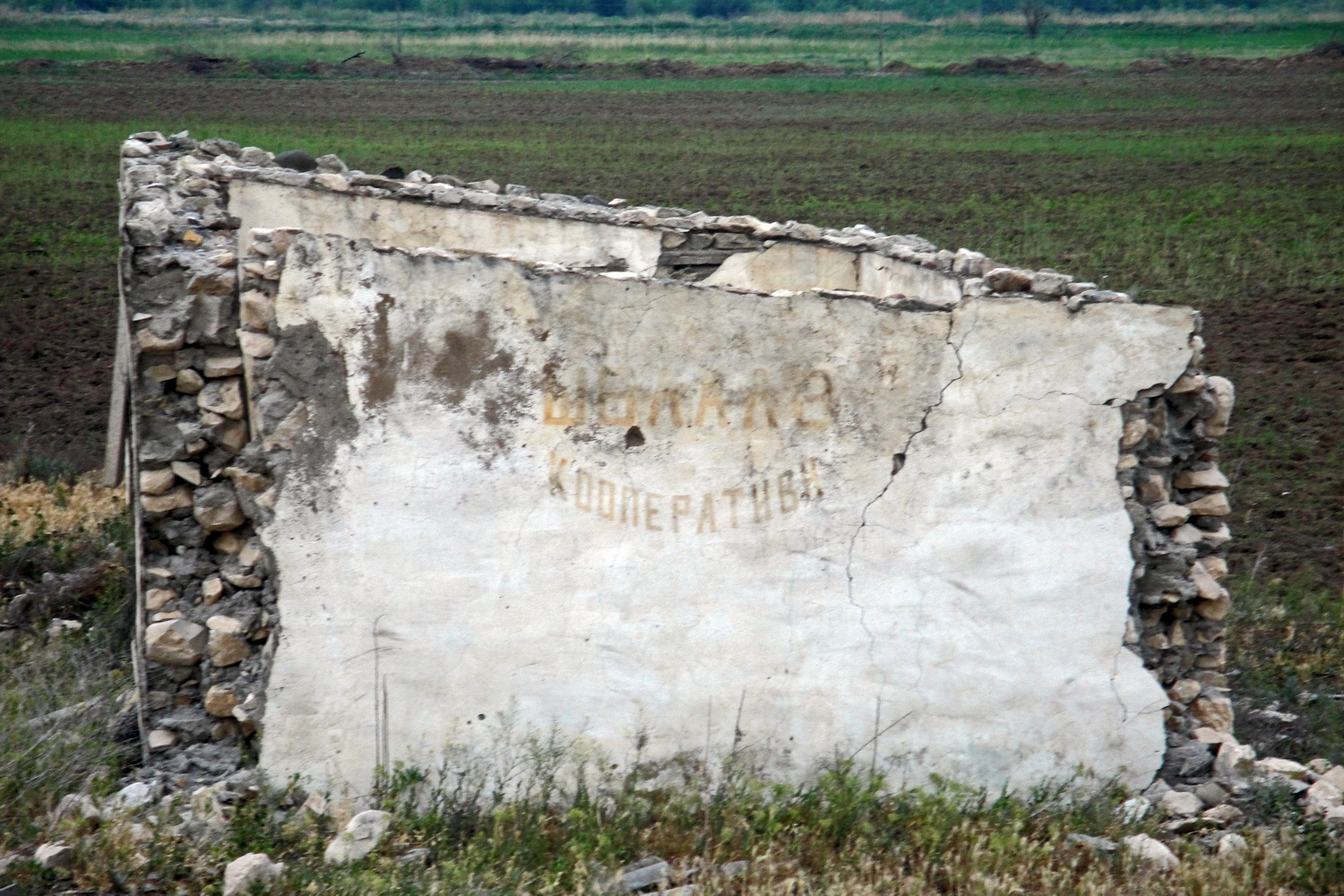
Разрушенное здание кооператива «Водопад» в селе Шыхалиагалы в 2014 году

В советские годы село входило в состав Шукюрбейлинского сельсовета Джебраильского района Азербайджанской ССР. В результате Первой карабахской войны в августе 1993 года перешло под контроль непризнанной Нагорно-Карабахской Республики.
5 октября 2020 года президент Азербайджана Ильхам Алиев заявил, что азербайджанская армия взяла сёла Шыхалиагалы, Сарыджалы и Мазра в Джебраильском районе, а также нескольких стратегических высот на различных направлениях.

## Население
По данным «Свода статистических данных о населении Закавказского края, извлеченных из посемейных списков 1886 года» в селе Шихали-агалу одноимённого сельского округа Джебраильского уезда было 95 дымов и проживал 431 азербайджанец (указаны как «татары»), которые были суннитами по вероисповеданию, из них 50 человек были беками, остальные — крестьянами.
По данным «Кавказского календаря» на 1912 год в селе Шихали-Агалу Карягинского уезда проживало 473 человека, в основном азербайджанцев, указанных в календаре как «татары».
По данным издания «Административное деление АССР», подготовленного в 1933 году Управлением народно-хозяйственного учёта Азербайджанской ССР (АзНХУ), по состоянию на 1 января 1933 года в селе Шихалы-Агалы, входившем в состав Сарыджалинского сельсовета Джебраильского района Азербайджанской ССР, было 67 хозяйств и проживало 218 жителей. 99,1% населения сельсовета составляли азербайджанцы (в источнике — «тюрки»).